# 中國移動通信聯合會元宇宙產業委員會
中國移動通信聯合會元宇宙產業委員會（英語：China Mobile Communications Association Metaverse Consensus Circle）屬中國移動通信聯合會旗下的委員會，於2021年11月11日成立，是中國內地首個元宇宙行業協會。

## 活動
2021年11月29日，委員會稱錢學森建議將VR翻譯為「靈境」，並預言了現時的元宇宙，倡議錢學森為「元宇宙之父」。
2022年2月21日，委會員發佈《元宇宙產業自律公約》，提出元宇宙業務應建基於實體經濟，防範企業借助元宇宙概念進行資本炒作和非法集資。

## 成員
委員會成員包括個人成員和單位成員，其中包括上市公司。
|            | 公佈日期      | 個人及單位成員           | 資料來源 |
| ---------- | ------------- | ------------------------ | -------- |
| 首批名單   | 2022年1月19日 | 65家/人（上市公司：8家） | [ 6 ]    |
| 第二批名單 | 2022年1月19日 | 16家/人（上市公司：7家） | [ 7 ]    |
| 第三批名單 | 2022年2月11日 | 14家/人（上市公司：3家） | [ 8 ]    |
| 第四批名單 | 2022年2月18日 | 17家/人（上市公司：3家） | [ 9 ]    |
| 第五批名單 | 2022年2月19日 | 124家/人                 | [ 10 ]   |

## 外部連結
- 中國移動通信聯合會元宇宙產業委員會 （页面存档备份，存于）